# Church Ground (Nevis)
Church Ground (dt.: „Kirchen-Grund“) ist eine Siedlung auf der Insel Nevis im Inselstaat St. Kitts und Nevis in der Karibik.

## Geographie
Die Siedlung liegt im Parish Saint John Figtree im Süden der Insel und bildet den Hauptort des Parish. Dabei ist das Parish Saint Paul Charlestown nur einen Katzensprung weit entfernt.